# Clemente Francisco de Baviera
El duque Clemente de Baviera (Múnich, 19 de abril de 1722-Íb., 6 de agosto de 1770) fue un miembro de la casa de Baviera, nieto de Maximiliano II Manuel, Elector de Baviera.

## Biografía
Fue uno de los tres hijos del matrimonio formado por el príncipe Fernando María Inocencio de Baviera y de la condesa palatina Ana María de Neoburgo. Clemente tuvo dos hermanos:
- Maximiliano Francisco (1720-1738), murió célibe.
- Teresa Manuela (1723-1743), ídem.

El 17 de marzo de enero de 1742, Francisco contrajo matrimonio en Mannheim con la condesa María Ana del Palatinado-Sulzbach, hija de José Carlos, príncipe hereditario del Palatinado-Sulzbach y de su esposa la condesa Isabel Augusta del Palatinado-Neoburgo. Los cónyuges se establecieron en Múnich, donde contaban con un palacio en la ciudad. Clemente y María Ana tendrían un hijo y tres hijas, muertos en la infancia y que nacieron entre 1748 y 1756.
Clemente desarrollaría un importante papel como mecenas en la corte electoral de Múnich, destacando especialmente su mecenazgo en el ámbito musical. En 1769 era junto con el propio elector Maximiliano III, el único príncipe supérstite de la casa de Baviera. Ese mismo año contaba con una importante casa con más de 40 servidores a su servicio, incluyendo 25 chambelanes, además su secretario era el erudito Andreas Felix von Oefele. Tuvo un papel político importante, desarrollado principalmente a través de su posición como presidente del Consejo de Guerra.
Durante gran parte de su vida, Clemente tuvo una relación íntima con su cuñada Isabel Augusta del Palatinado-Sulzbach, casada con el Carlos Teodoro, entonces Elector Palatino (y desde 1777, Elector de Baviera).
Clemente murió el 6 de agosto de 1770 en Múnich, siendo enterrado en la iglesia de los Teatinos de la ciudad como era habitual en los miembros de la casa de Baviera durante el siglo XVIII. Su corazón fue enterrado en una capilla en la Capilla de Nuestra Señora de Alttötingen.

## Títulos, órdenes y empleos

### Títulos
| ● 19 de abril de 1722-6 de agosto de 1770: | Su Alteza Serenísima (Durlaucht) el duque Clemente de Baviera |

### Órdenes
- Gran maestre de la Orden de San Miguel (1763[3]-1770)[4]
- Gran prior de la Orden de San Jorge. ( Electorado de Baviera, 1745)[1]
- Caballero de la Orden del Toisón de Oro ( Reino de España)

### Empleos
- Presidente del Consejo de Guerra.